# 하프마라톤
하프마라톤(Half marathon)은 육상 경기의 한 종목으로, 21.0975km의 거리를 뛰는 도로 달리기이다. 거리는 마라톤 거리의 절반이며, 경주는 도로에서 보통 펼쳐진다. 하프마라톤 참가자는 최근에 꾸준히 증가해 왔다. 하프마라톤의 장점은 어렵고 힘든 거리지만 풀마라톤 수준의 훈련을 요구하지 않는다는 것이다. 2008년, '러닝 USA'는 하프마라톤이 가장 성장 속도가 빠른 종목이라고 발표했다. 비슷한 장거리 달리기로 1시간 달리기가 있다.

## 훈련
대부분의 사람들은 풀마라톤 코스를 뛰기 전에 하프마라톤 코스를 뛰는 경향이 있다. 하프마라톤은 풀마라톤의 42.195km에 대비한 몸이 되도록 도울 것이다. 하프마라톤 코스를 뛰는 것은 육체적으로·정신적으로 힘들다. 이 거리를 뛰어본 적이 없는 사람들은 바르게 훈련하는 것이 매우 중요하다. 3개월에 걸쳐 지구력을 천천히 기르고, 대회 몇 주 전에 훈련의 강도를 줄이라고들 한다. 너무 지나치게 운동하면 부상을 당하기 쉽다. 음식물을 올바르게 섭취하고 경주 전에, 도중에, 그리고 후에 물을 충분히 마시는 것도 중요하다.

## 세계 기록
국제 육상 경기 연맹(IAAF)이 현재 세계 기록을 공인하고 있다. 남자 공인 세계 기록은 2010년 3월 21일 포르투갈 리스본에서 에리트레아의 제르세나이 타데세(Zersenay Tadese)가 세운 58분 23초이다. 여자 세계 기록은 2011년 2월 18일 아랍에미리트 라스알카이마에서 케냐의 매리 케이타니(Mary Keitany)가 세운 1시간 5분 50초이다.

## 같이 보기
- 부산바다하프마라톤